# Marco Marchionni
Marco Marchionni (n. 22 iulie 1980 la Monterotondo) este un fotbalist italian care joacă pentru echipa U.S. Latina Calcio. Fiul lui Pietro și al Luiginei, Marco are un frate, Umberto, și două surori, Irene și Elisabetta. Este căsătorit cu Claudia. Odată ce a terminat liceul, s-a simțit atras de materiile de profil științific astfel că s-a înscris la Universitatea Ragioneria, obținând diplomă de specialitate.
Marco a început fotbalul la vârsta de 7 ani în echipa Castelchiodato. La început era folosit ca atacant, de-abia la 19 ani fiindu-i observate calitățile de a scoate oameni din joc prin dribbling și de a centra, ceea ce l-a determinat pe antrenorul sau de atunci să îl reprofilzeze pe partea dreaptă a terenului. Și-a făcut debutul în Seria A în sezonul 1998-99 la Empoli, alături de care a jucat și următoarele două sezoane, în Serie B. După o scurtă aventură la Piacenza a revenit în prima ligă italiană la Parma unde a și cunoscut consacrarea. A evoluat în 87 de meciuri pentru gruparea parmegiana reușind 13 goluri și titlul de cel mai bun pasator în 2005. A venit la Juventus în 2006 și a contribuit la revenirea echipei în prima divizie. Evoluțiile sale au fost condiționate de numeroase accidentări care nu i-au permis să se exprime la potențialul său maxim. Marco speră să rămână în continuare pentru mult timp la Torino și să calce pe urmele idolului său, Roberto Baggio.